# Populární hudba
Populární hudba je kategorie, která zahrnuje veškeré hudební styly kromě umělecké, „tradiční“ lidové a klasické hudby.
K označení populární hudby je někdy užíván pojem „pop music“, což je ale hudební žánr.
Populární hudba se po dekádách měnila. Například big bandová hudba má i dnes fanoušky, ale ti patří ke starší generaci, přičemž ve 40. letech 20. století v Americe a ve Velké Británii byl big band oblíben i u mladých lidí. Cílová generace některých hudebních stylů – jako třeba ragtimu – již vymizela, neboť již umřeli. Přesto se mezi mladými občas setkáváme s talentovanými lidmi stvořenými na hraní jazzu, kvůli jeho velmi obohacenému harmonickému cítění.

## Žánry populární hudby
- kytarové: beat, rock, heavy metal, punk rock
- vokální: Hip hop, rap, rhythm and blues
- elektronické: techno, house, rave
- pop

### Vliv hudby na populární hudbu
- jazz obecně – z něj se vyvinuly kytarové žánry
- swing – z ní se vyvinuly taneční žánry

- blues – vliv na kytarové žánry
- folk – melodie